# Acanthodoris mollicella
Acanthodoris mollicella is een slakkensoort uit de familie van de Onchidorididae. De wetenschappelijke naam van de soort werd voor het eerst geldig gepubliceerd in 1877 door Abraham.